# Namibische Marine
Die namibische Marine (englisch Namibian Navy) ist Namibias Streitkräfte zur See. Sie wurden formal 2004 gegründet, jedoch schon seit 1994 als eigene Einheit verwaltet (Namibian Defence Force Maritime Wing). Sie ist eine Teilstreitkraft der Namibian Defence Force.

## Details
Die Marine ist die, was Umfang des Personals anbelangt (etwa 900), kleinste Teilstreitkraft der NDF. Erst seit der formalen Gründung 2004 wird Wert auf den Ausbau der Marine gelegt. Hauptaufgabe ist der Schutz der namibischen Küstengewässer vor illegalem Fischfang im Hoheitsgebiet der erweiterten 24-Seemeilen-Zone vor Namibia. Befehlshaber der Marine ist seit Dezember 2024 Konteradmiral Sacheus ǃGontebKlicklaut (Commander of the Navy of the Republic of Namibia), nachdem sein Vorgänger Konteradmiral Alweendo Amungulu in den Ruhestand getreten war.
Hauptstandort ist seit 2000 der Hafen Walvis Bay. Seit 2019 gibt es eine Marinebasis auf Impalila Island.
Vor 1994 hatte die südafrikanische Marine die Küstenwacht für das Nachbarland mit übernommen. Mit Unterstützung der brasilianischen Regierung wurden seit 2001 verschiedene Schiffe angeschafft, unter anderem das Patrouillenboot Brendan Simbwaye. Die Ausbildung der namibischen Marinekräfte fand bis Juli 2016 ebenfalls mit Unterstützung Brasiliens statt. Seitdem verfügt die Marine über ein eigenes Ausbildungszentrum in Walvis Bay.

## Ausrüstung (Schiffe)

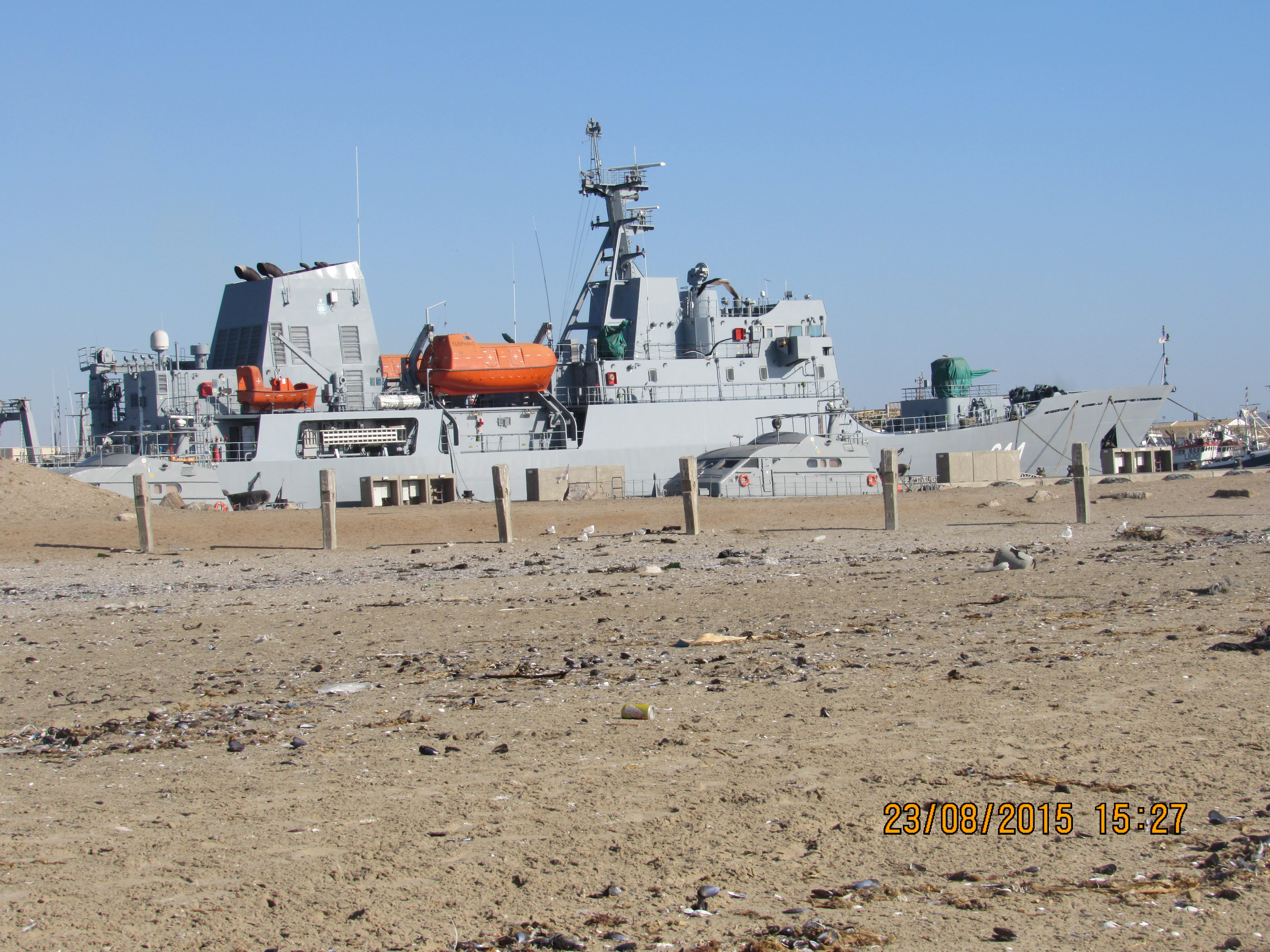
S11 Elephant

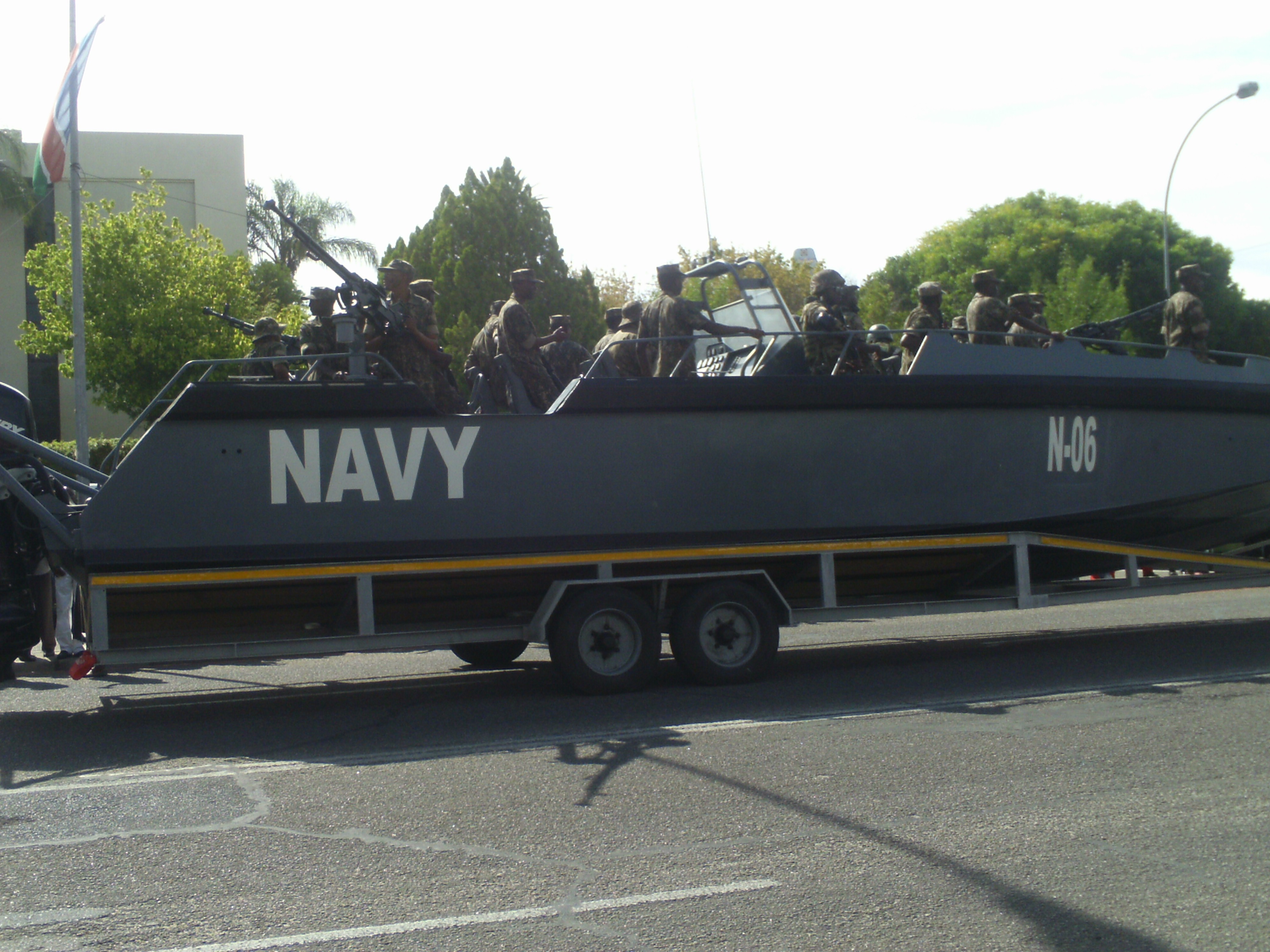
Marine bei einer Parade in Windhoek (2015)

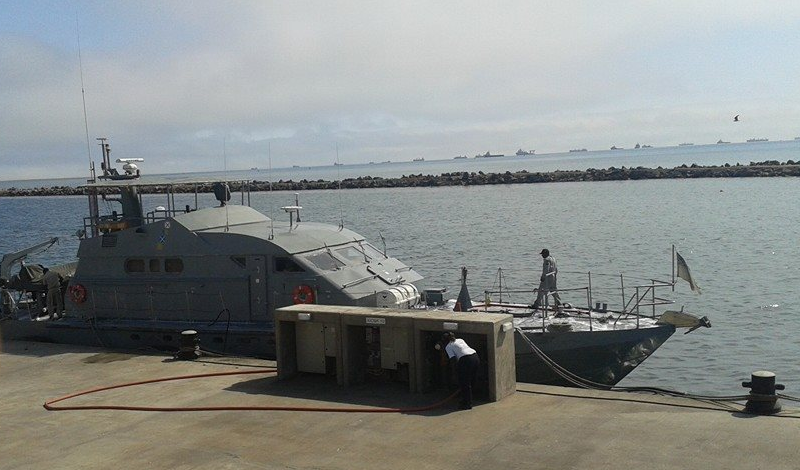
HPB20 oder HPB21

Die namibische Marine bestand 2017 aus folgenden Einheiten:
- 1 Patrouillenboot: Elephant (2012) 2904 t – erbaut in der Volksrepublik China
- 1 Patrouillenboot: Brendan Simbwaye (2009) 209 t[7][11] – erbaut in Brasilien
- 1 Patrouillenboot: P01 Oryx (ex S) (1975/2002) 406 t – erbaut in Deutschland
- 2 Patrouillenboote: NS Daures und NS Brukkaros (2017) 478 t[12]
- 1 Patrouillenboot: Tobias Hainyeko (ex Havornen) (1979/1993) 506 ts
- 2 Patrouillenboote: HPB20 Terrace Bay und HPB21 Möwe Bay(2009/10) 45 ts[13] – erbaut in Brasilien
- 2 Patrouillenboote: HPB01 und HPB02 – erbaut in Südafrika

Die Korvette Lt. Gen. Dimo Hamaambo (1954) 1025 ts wurde Anfang Oktober 2012 außer Betrieb genommen und sollte Ende Oktober 2012 versteigert werden.

### Bestellungen (Schiffe)
Die namibische Marine hat im September 2013 19 neue Schiffe, darunter Hafen-Patrouillen-Boote und Kreuzer von den südafrikanischen Unternehmen KND Naval Design und Veecraft Marine bestellt.
- 5 Ruderboote; jeweils vier Meter lang
- 5 Festrumpfschlauchboote; jeweils sechs Meter lang
- 2 Hafenschutzboote; jeweils sechs Meter lang
- 2 Einstiegsboote; jeweils acht Meter lang
- 1 Landungsboot; 11 Meter lang
- 2 Speedboote; jeweils 14 Meter lang
- 2 Sumpfboote; jeweils acht Meter lang